# Bandera de Wyoming
La bandera del estado de Wyoming consiste en la silueta de un bisonte americano en blanco sobre un fondo azul, con bordes blanco y rojo, con el sello estatal en el interior del bisonte. La bandera fue adoptada en 1917 después de un concurso de diseño.
El rojo simboliza a los nativos americanos y la sangre de los pioneros que dieron su vida. El blanco es un símbolo de la pureza y rectitud.
El azul es el color de los cielos y montañas distantes. También es un símbolo de la fidelidad, la justicia y la virilidad. El bisonte representa la fauna local, mientras que el sello dentro de él simboliza la costumbre de marcar el ganado.